# Echiniscoides andamanensis
Echiniscoides andamanensis är en djurart som tillhör fylumet trögkrypare, och som beskrevs av Chang och Rho 1998. Echiniscoides andamanensis ingår i släktet Echiniscoides och familjen Echiniscoididae. Inga underarter finns listade i Catalogue of Life.